# Aphidius galii
Aphidius galii är en stekelart som beskrevs av Tomanovic och Kavallieratos 2002. Aphidius galii ingår i släktet Aphidius och familjen bracksteklar. Inga underarter finns listade i Catalogue of Life.